# Бришвил
Бришвил (фр. Brucheville) насеље је и општина у северној Француској у региону Доња Нормандија, у департману Манш која припада префектури Шербур-Октевил.
По подацима из 2011. године у општини је живело 146 становника, а густина насељености је износила 10,95 становника/km². Општина се простире на површини од 13,33 km². Налази се на средњој надморској висини од 4 метра.

## Демографија
| 1962. | 1968. | 1975. | 1982. | 1990. | 1999. | 2011. |
| ----- | ----- | ----- | ----- | ----- | ----- | ----- |
| 204   | 207   | 181   | 174   | 140   | 147   | 146   |

График промене броја становника у току последњих година